# Štrkovec
Štrkovec (węg. Kövecses) – wieś (obec) na Słowacji położona w kraju bańskobystrzyckim, w powiecie Rymawska Sobota. Pierwsze wzmianki o miejscowości pochodzą z roku 1323. 
Według danych z dnia 31 grudnia 2012, wieś zamieszkiwało 377 osób, w tym 197 kobiet i 180 mężczyzn.
W 2001 roku rozkład populacji względem narodowości i przynależności etnicznej wyglądał następująco:
- Słowacy – 10,34%
- Romowie – 4,77%
- Węgrzy – 84,62%

Ze względu na wyznawaną religię struktura mieszkańców kształtowała się w 2001 roku następująco:
- Katolicy rzymscy – 41,11%
- Grekokatolicy – 0,27%
- Ewangelicy – 2,92%
- Ateiści – 7,16%